# الزردة وأغاني النسيان
فيلم وثائقي جزائري لآسيا جبار مأخوذ من المحفوظات، الذاكرة وتاريخ الاستعمار في الدول المغاربية الذي كان يعتمد على الفصل بين الصور التي اختارها لاحتفالات ولهتافات خلال زيارات السياسيين الفرنسيين، وبين واقع الشعوب الأصلية، الذي يبينة الشريط الصوتي. فالصور الفرنسية توحي بأغاني «الآخرون المنسيون»، في هذا الفيلم. أصدر سنة 1978م.

## تفاصيل الفيلم
- نوع: وثائقي
- الإنتاج: المؤسسة العمومية للتلفزيون
- شخصيات: آسيا جبار
- الموضوع الرئيسي: موسيقى وغناء
- مواضيع ثانوية: وراثات تاريخية.

- تواريخ الأحداث: من 1900 إلى 1925
- خريطة الاماكن: الجزائر - الجزائر العاصمة
- اللغة الاصلية: الفرنسية
- مدة الشريط التقديرية: 57 دقيقة